# Бернбург (Зале)
Бернбург (њем. Bernburg) град је у њемачкој савезној држави Саксонија-Анхалт. Једно је од 21 општинског средишта округа Салцланд. Према процјени из 2010. у граду је живјело 36.105 становника. Посједује регионалну шифру (AGS) 15089030, NUTS (DEE0C) и LOCODE (DE BEQ) код.

## Географски и демографски подаци
Бернбург се налази у савезној држави Саксонија-Анхалт у округу Салцланд. Град се налази на надморској висини од 85 метара. Површина општине износи 113,4 km². У самом граду је, према процјени из 2010. године, живјело 36.105 становника. Просјечна густина становништва износи 318 становника/km².

## Међународна сарадња
| Мјесто   | Држава    | Врста сарадње | Од    |
| -------- | --------- | ------------- | ----- |
|          | Пољска    | партнерство   | 1994. |
| Тракај   | Литванија | контакт       | 1995. |
| Фурми    | Француска | партнерство   | 1967. |
| Хомутов  | Чешка     | партнерство   | 1991. |
| Трајкај  | Литванија | пријатељство  | 1996. |
| Андерсон | САД       | партнерство   | 1998. |
| Извор    |           |               |       |